# Cimetière militaire Gunners Farm
Le cimetière militaire Gunners Farm ou Gunners Farm Military Cemetery est un cimetière militaire britannique de soldats de la Première Guerre mondiale, situé dans le village belge de Ploegsteert. 
Le cimetière est situé à 1 450 m au sud-est du centre du village. Elle a été conçue par George Goldsmith et est entretenue par la Commonwealth War Graves Commission. Le site a un plan rectangulaire étroit d'une superficie d'environ 1 405 m2 et est entouré d'un mur de briques. La Croix du Sacrifice est située au centre devant l'entrée.
179 morts sont commémorés.

## Histoire
Le cimetière porte le nom d'une ferme située de l'autre côté de la route. C'est un exemple typique de cimetière régimentaire où la plupart des victimes sont tombées entre 1915 et 1916. Le cimetière a été commencé par les 9th Essex et les 7th Suffolk et ensuite utilisé par le 9th Loyal North Lancashire Regiment, le 11th Lancashire Fusiliers et la 9th (Scottish) Division. Hormis trois inhumations ultérieures, le cimetière fut fermé en juin 1916 par les bataillons des régiments Royal West Kent et Queen's Royal West Surrey . Au cours de l'offensive de printemps allemande, la zone est brièvement aux mains de l'ennemi du 10 avril au 29 septembre 1918.
Ils s'y trouvent 163 Britanniques, 9 Sud-Africains, 2 Australiens, 1 Néo-Zélandais et 4 Allemands (dont 2 non identifiés).

## Tombes

### Militaire distingué
- William Liddell, soldat dans l' Army Cyclist Corps a reçu la Distinguished Conduct Medal (DCM).

### Personnel militaire mineur
- Les soldats Christopher Mantel Wren du Suffolk Regiment et Stephen William Thompson du Highland Light Infantry avaient 17 ans lorsqu'ils sont tombés au combat.